# ミコライウ天文台
ミコライウ天文台（ミコライウてんもんだい、ウクライナ語: Миколаївської астрономічної обсерваторії、IAU天文台コード: 089）あるいはニコラエフ天文台（露: Николаевская астрономическая обсерватория）は、ウクライナのミコライウに位置する天文学の研究機関である。ロシア帝国海軍の天文台として1821年に設立された、ヨーロッパ南東部で特に古い天文台の一つで、水路学や報時業務、位置天文観測において大きな成果をあげた。国内外に多くの観測隊を派遣したことでも知られる。

## 歴史

### 海軍天文台

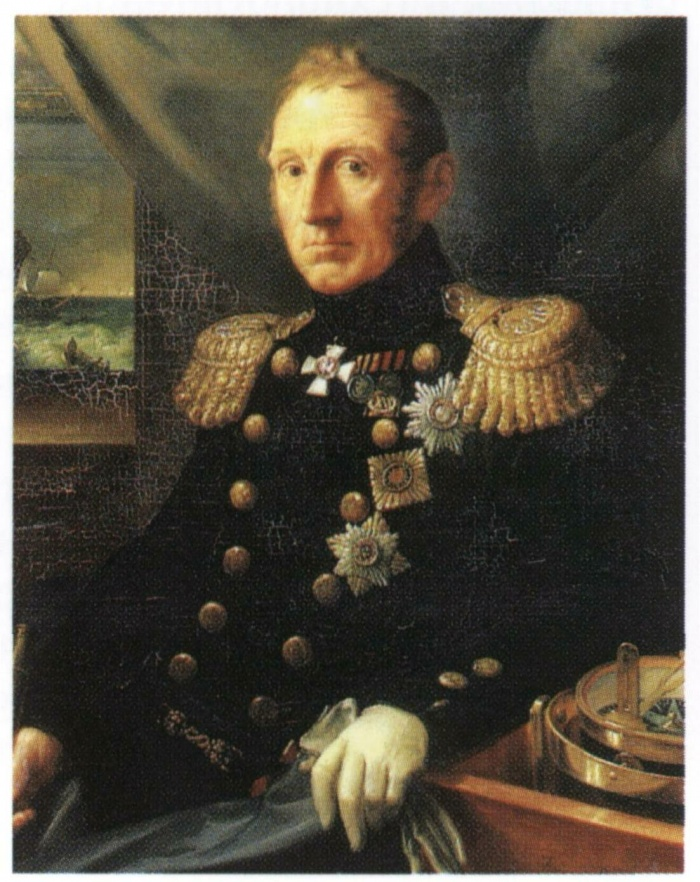
海軍天文台を設立したアレクセイ・グレイグ。

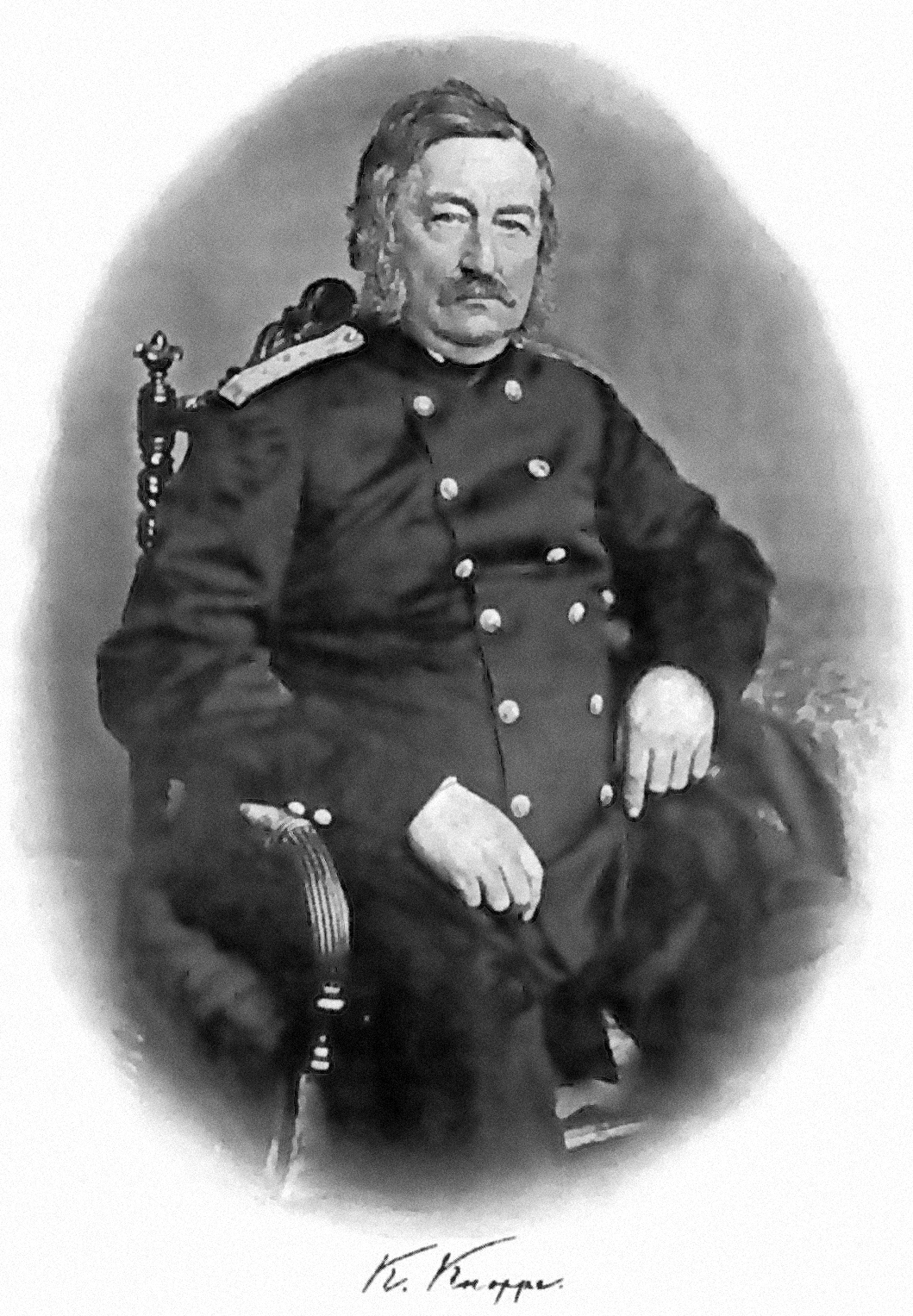
初代台長を務めたカール・クノレ。

ミコライウ天文台は、1821年にロシア帝国の海軍天文台として設立された。天文台の設立を提起したのは、科学者・技術者でもあった黒海艦隊の司令長官アレクセイ・グレイグで、艦隊に正確な時刻と海図を提供することを目的としていた。天文台は、ミコライウ市で最も標高の高いスパスキーの丘の頂に建設され、初代の台長にはヴィルヘルム・シュトルーヴェの推薦で、その弟子のカール・フリードリヒ・クノレが着任した。クノレは、恒星食などを観測して測地学に活かし、恒星の位置観測からベルリン・アカデミー星図の赤経4時台の星図作成にも貢献した。また当初の計画通り黒海艦隊に正確な時刻を提供し、水路学調査に基づき黒海の海図も編纂した。更に、海軍士官に天文航法を指南したり、航法機器や時計の実証なども行っていた。19世紀後半になると、海軍だけでなくミコライウ市に対しても報時業務を実施するようになった。

### プルコヴォ天文台支部
設立から92年、ロシア帝国海軍麾下の海軍天文台であったミコライウ天文台は、海軍省の命令により1912年にプルコヴォ天文台の支部となり、ロシア科学アカデミー（後ソ連科学アカデミー）の所管となった。
ミコライウ天文台の主力観測機器は、子午儀、子午環、垂直環などで、20世紀にはこれらを用いた観測に基づき、恒星の位置を求めた星表を多数作成、その中には基本星表（FK4）に取り入れられたものもある。恒星だけでなく、太陽系天体の位置測定も精力的に行った。
プルコヴォ天文台から移設された天体写真儀（Zonal Astrograph）を用いては、黄道帯を中心とした恒星の大型観測計画が実行された。更に、膨大な数の小惑星の写真観測が同写真儀で行われ、惑星の写真観測も精力的に実施された。
報時業務も継続しており、1938年から、ミコライウ天文台報時局はソ連の統一報時網に組み込まれ、ソ連国内で特に精度の高い報時局の一つとされた。国際地球観測年（IGY）、太陽極小期国際観測年（IQSY）、及びそれらの前後には、特に報時業務に関する活動が活発化し、最新機器が導入され、観測回数も大きく増加した。
1970年代以降、ミコライウ天文台は、大気や地理的な条件が良い場所での観測実施を狙って遠方へ赴く観測隊の組織も主導した。アゼルバイジャンの山間地や、スピッツベルゲン島、北コーカサス地方などに、携帯型子午儀を持ち込み仮設観測所を築いて集中的な観測を行い、その成果から定常的な観測局が設置された所もあった。

### ミコライウ天文台

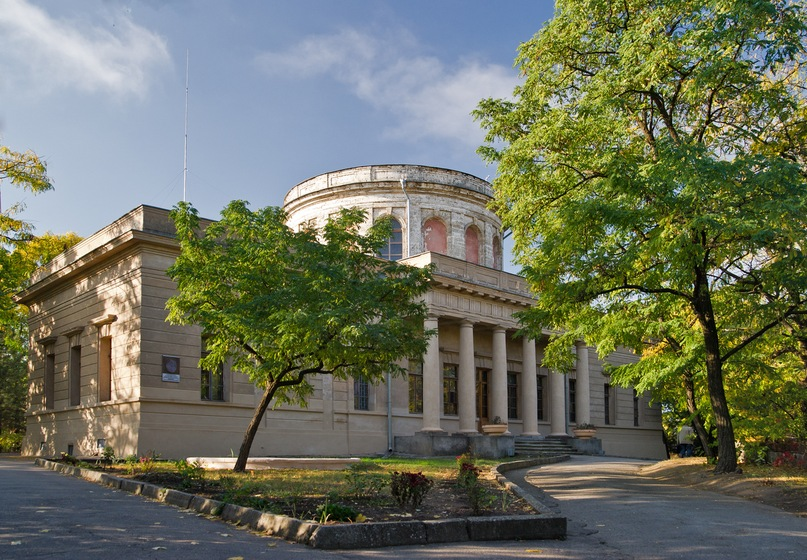
現代のミコライウ天文台本館。

1992年、ミコライウ天文台は、ウクライナ教育科学省の下で独立した研究機関となった。2002年にはミコライウ天文台単独で研究所（Research Institute «Mykolaiv Astronomical Observatory»）に位置付けられている。
1995年には、独特の設計による新しい子午環（Axial Meridian Circle）を開発導入し、ヒッパルコス星表の恒星、アメリカ海軍天文台星表（USNO-A2.0）の恒星、銀河系外電波源付近にあるガイド星星表の恒星を観測、3種の星表を作成した。地球近傍空間の観測も開始し、観測手法の工夫によって2000年以降大きく発展した。この分野に特化した自動望遠鏡も開発・導入して観測能力を強化し、2011年から行われている全ウクライナでの地球近傍空間観測網の構築を主導している。

## 観測機器

### AMC
Axial Meridian Circle（AMC）は、ミコライウ天文台で開発された、独特の設計を有する子午環で、1995年から供用されている。天体の位置座標を精度良く決定することを目的とした観測機器で、口径180ミリメートル、焦点距離2480ミリメートルの屈折望遠鏡と、口径180ミリメートル、焦点距離12360ミリメートルのオートコリメータを水平に静置し、対物レンズ前の45度鏡で天体を導入する。検出器としてCCDマイクロメータを備え、16等級までの恒星の位置を、0.02秒角の精度で測定することが期待される。ヒッパルコスや、アメリカ海軍天文台など位置天文学で重要な星表の恒星を多数観測し、独自の星表を作成している。
1999年、AMCはウクライナの国有財産として認定された。

### FRT
Fast Robotic Telescope（FRT）は、口径300ミリメートル、焦点距離1500ミリメートルのマクストフ望遠鏡を主鏡筒とする自動望遠鏡で、口径300ミリメートル、焦点距離500ミリメートルの屈折望遠鏡と、口径100ミリメートル、焦点距離250ミリメートルの屈折望遠鏡を同架し、高速、広視野の観測が可能となっている。特に移動速度が大きい目標の観測に適しており、地球近傍小惑星、人工衛星、スペースデブリの軌道観測などに活躍している。

### MCT
Multi-Channel Telescope（MCT）は、以前は Zonal Astrograph と呼ばれていた天体写真儀を改修したもので、主鏡筒は口径160ミリメートル、f/12.7の屈折望遠鏡で、口径100ミリメートルの測光用望遠鏡（f/16.5）及び副鏡筒（f/2.5）を同架しており、太陽系天体の撮像観測などに使用されている。

### Mobitel
Mobitel は、移動用台車に3台の望遠鏡を搭載した、望遠鏡複合体である。口径500ミリメートル、焦点距離2975ミリメートルの反射望遠鏡（KT-50）、口径250ミリメートル、焦点距離750ミリメートルの屈折望遠鏡（AFU-75）、口径50ミリメートル、焦点距離135ミリメートルのテレビカメラ用望遠鏡（TVT）を備え、人工衛星や地球近傍小惑星の観測などを行っている。

## 研究分野
ミコライウ天文台の主な研究分野としては、位置天文学と装置開発が挙げられる。
位置天文学において、ミコライウ天文台はウクライナをけん引する存在であり、恒星の位置観測および数々の星表の作成、太陽系の惑星・衛星・小惑星の観測および天体暦の作成、地球周回軌道上の人工天体・スペースデブリの位置表の作成などに、大きな成果をあげてきている。ミコライウ天文台の観測による天体の位置決定精度は非常に高く、安定的に高精度での位置決定が可能な小惑星観測が実行できる世界で6箇所の天文台の一つに数えられている。
ミコライウ天文台は、ウクライナにおける天文機器開発の一大拠点でもあり、独特の設計でウクライナの国有財産に認定されているAMCをはじめ、多数の自動望遠鏡や、陰画の自動測定機などを開発している。また、地球近傍天体の観測に効果的な観測・画像処理手法を開発し、それに適した観測機器の制作も行っている

## 栄誉
ミコライウ天文台は、ヨーロッパ南東部でも特に古い天文台の一つであり、古い設備や文献がよく保存されていることから、2007年に、UNESCO世界文化遺産のウクライナ暫定リストに掲載された。
2021年には、ウクライナ国立銀行が、ミコライウ天文台設立200年記念硬貨を発行、硬貨の表裏には天文台建物や、主力観測装置であった子午環、クノレが決定した天文台の経緯度などがあしらわれている。